# كيني تيتي
كيتي تيتي (بالهولندية: Kenny Tete) هو لاعب كرة قدم هولندي في مركز الظهير الأيمن ولد في يوم 9 أكتوبر 1995 في مدينة أمستردام عاصمة هولندا، يلعب حالياً مع نادي أياكس أمستردام، كما لعب مع منتخب هولندا لكرة القدم تحت 21 سنة ويبلغ طوله 180 سم.

## روابط خارجية
- كيني تيتي على موقع الاتحاد الدولي (مؤرشف)  (الإنجليزية)
- كيني تيتي على موقع الاتحاد الأوربي (الإنجليزية)
- كيني تيتي على موقع قاعدة بيانات كرة القدم.إي يو (الإنجليزية)
- كيني تيتي على موقع ناشيونال فوتبول تيمز (الإنجليزية)
- كيني تيتي على موقع Soccerbase.com (لاعب) (الإنجليزية)
- كيني تيتي على موقع Soccerway.com (الإنجليزية)
- كيني تيتي على موقع عالم كرة القدم.نت (الإنجليزية)
- كيني تيتي على موقع AS.com (الإسبانية)